# Крейвън Котидж
Крейвън Котидж е футболен стадион във Фулъм, югозападен Лондон. Това е и официалният стадион на ФК Фулъм от 1896 г. След голям ремонт през 2004 г., капацитетът му е увеличен от 22 000 до 25 700. Фулъм записва четири рекорда за посещаемост през сезон 2009 – 2010 – при загубата от Арсенал с 0 – 1 и при победите с 3 – 1, 3 – 0 и 2 – 1 съответно над Ливърпул, Манчестър Юнайтед и Хамбургер ШФ. На всеки от тези мачове публиката достига пълния капацитет на стадиона.
Стадионът се намира до Бишопс Парк на брега на река Темза. „Крейвън Котидж“ първоначално е бил кралската ловна хижа и има история датираща от преди 300 години. Стадионът е използван от Австралийския национален отбор по футбол за няколко приятелски срещи, което се дължи на големия брой чуждестранни граждани в Англия (и главно в Лондон). Националният отбор на Република Ирландия също изиграва два мача на стадиона по време на строежа на Авива Стейдиъм.

## Галерия
- Крейвън Котидж
- Фасадата на трибуна Джони Хейнс
- Трибуна Хемърсмит Енд
- Трибуна Джони Хейнс
- Паметник на Джони Хейнс – най-известният футболист на Фулъм